# Anna Barabino
Anna Maria Barabino (Génova, 17 de noviembre de 1966) es una deportista italiana que compitió en vela en la clase 470.
Ganó dos medallas de bronce en el Campeonato Mundial de 470, en los años 1985 y 1992, y dos medallas en el Campeonato Europeo de 470, plata en 1992 y bronce en 1986. Participó en los Juegos Olímpicos de Barcelona 1992, ocupando el séptimo lugar en la clase 470.

## Palmarés internacional
| \| Campeonato Mundial \| Campeonato Mundial \| Campeonato Mundial \| Campeonato Mundial \| \| Año \| Lugar \| Medalla \| Clase \| \| ------------------ \| -------------------------- \| ------------------ \| ------------------ \| \| 1985 \| Marina di Carrara (Italia) \| Medalla de bronce \| 470 \| \| 1992 \| Rota (España) \| Medalla de bronce \| 470 \| \| Campeonato Europeo \| \| \| \| \| Año \| Lugar \| Medalla \| Clase \| \| 1986 \| Sønderborg (Dinamarca) \| Medalla de bronce \| 470 \| \| 1992 \| Nieuwpoort (Bélgica) \| Medalla de plata \| 470 \| |                            |                   |       |
| Campeonato Mundial |                            |                   |       |
| Año | Lugar                      | Medalla           | Clase |
| 1985 | Marina di Carrara (Italia) | Medalla de bronce | 470   |
| 1992 | Rota (España)              | Medalla de bronce | 470   |
| Campeonato Europeo |                            |                   |       |
| Año | Lugar                      | Medalla           | Clase |
| 1986 | Sønderborg (Dinamarca)     | Medalla de bronce | 470   |
| 1992 | Nieuwpoort (Bélgica)       | Medalla de plata  | 470   |